# Японські військовополонені Другої світової війни

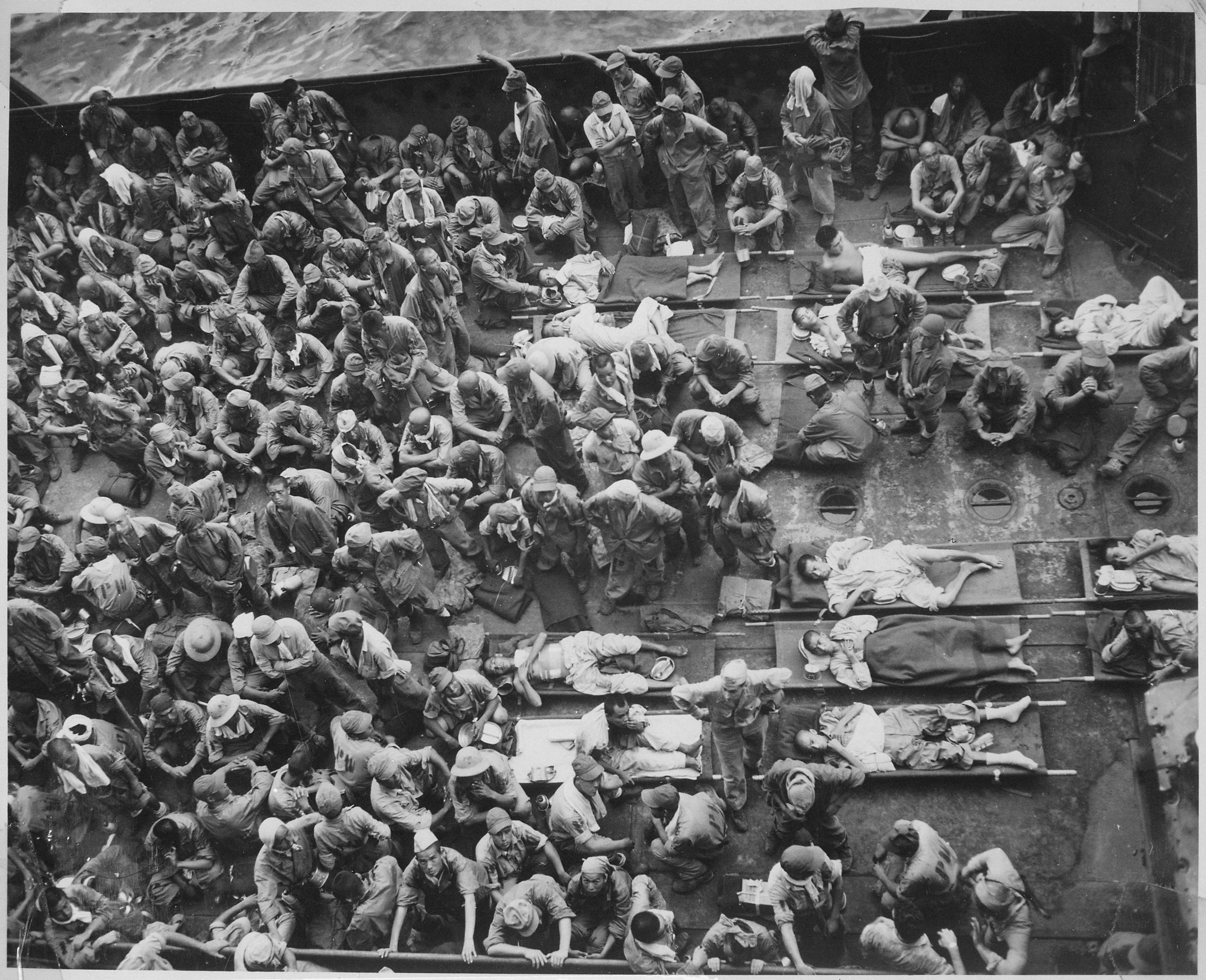
Японські військовополонені, захоплені в полон у ході битви за Гуам на борту Landing Craft Tank. 1944

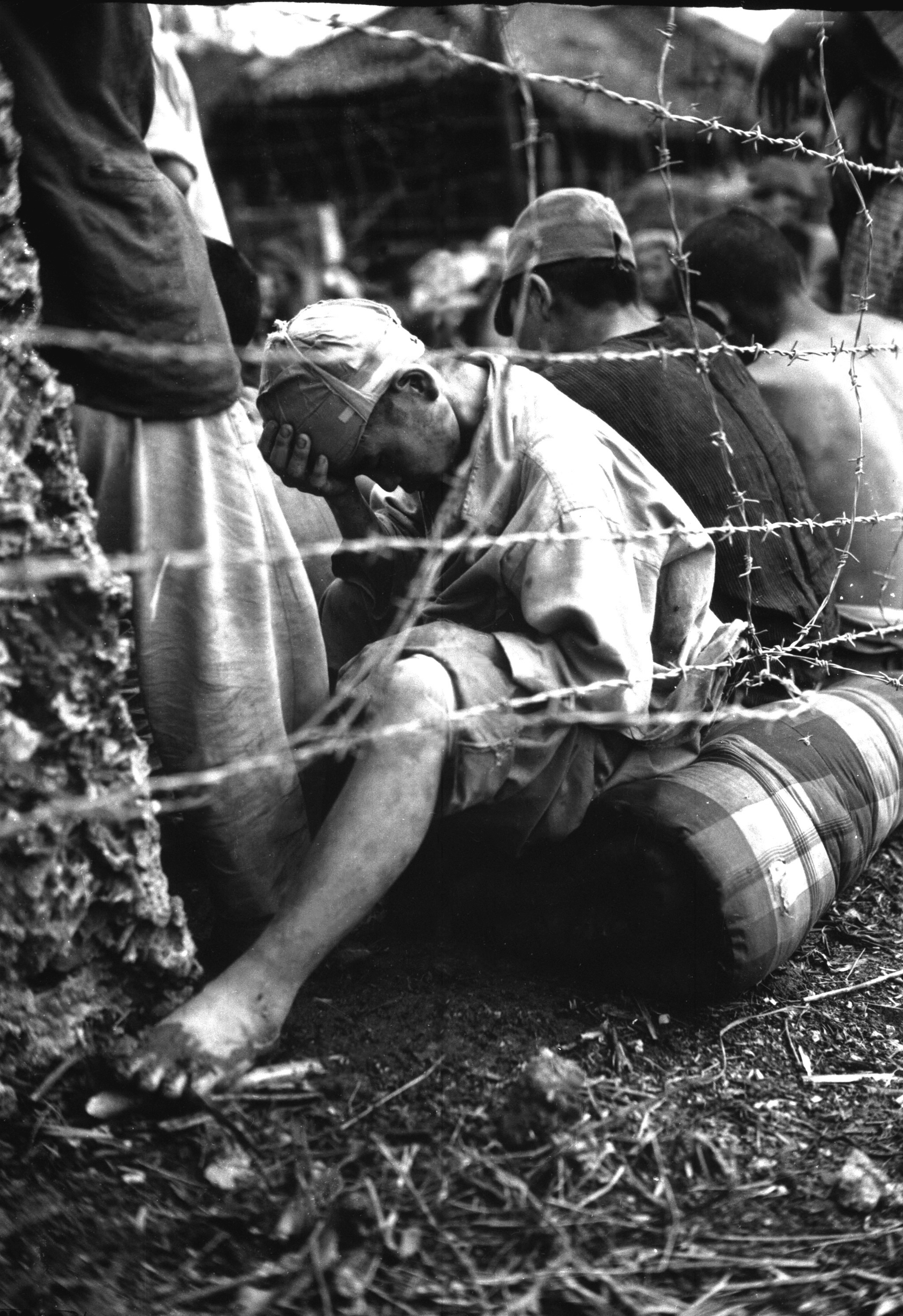
Японські військовослужбовці у спеціалізованому таборі на Окінаві. 1945

Японські військовополонені Другої світової війни — категорія військовослужбовців японських імператорських збройних сил, що з тих чи інших обставин насильницькі або добровільно була взята в полон — переважно військами союзників — з моменту нападу на Перл-Гарбор у грудні 1941 року й до завершення бойових дій на Тихому океані у вересні 1945 року. За оцінками, близько 50 000 військовополонених потрапили в полон до західних союзників під час бойових дій, і понад 500 000 — до радянських військ. Той факт, що кількість солдатів, які здалися в полон західним союзникам, була досить низькою, значною мірою пояснюється політикою виховання японських військовослужбовців, яку військове керівництво запроваджувало для своїх підлеглих, наказуючи їм битися до смерті. Крім того, союзники не прагнули брати полонених, а багато японських солдатів були переконані, що тих, хто здається, вороги все одно знищать.

## Зміст
Західні уряди і вище військове командування західних союзників офіційно вимагало, щоб з японськими військовополоненими поводилися у відповідності до вимог конвенцій міжнародного права. На практиці, однак, солдати на фронті неохоче приймали капітуляцію японських солдатів, частково через інформацію про воєнні злочини, скоєні японцями проти військовополонених союзників, а частково через те, що японські солдати досить часто імітували свій намір здатися в полон, а потім, наближаючись до ворога, здійснювали самогубні напади на заскочених зненацька солдатів союзників. Певне значення мало також расистське ставлення до азіатів. Розпочата в 1944 році кампанія, спрямована на заохочення солдатів брати в полон, мала певний успіх, так що в період спаду війни кількість японців, які потрапили в полон, поступово зростала.
Японські військовополонені часто вважали, що після здачі в полон, вони автоматично розривають усі зв'язки з Японією, і багато хто з них співпрацювали із військовою розвідкою союзників. Полонені, захоплені західними союзниками, утримувалися в цілому в хороших умовах у таборах, розташованих в Австралії, Новій Зеландії, Індії та Сполучених Штатах. З тими, кого захопив Радянський Союз, жорстоко поводилися в трудових таборах, розташованих у Сибіру. Після війни в'язні були репатрійовані до Японії, хоча США та Велика Британія утримували тисячі в'язнів до 1946 і 1947 років відповідно.
До кінця 1946 року США утримували майже 70 000 військовополонених для демонтажу військових об'єктів на Філіппінах, Окінаві, в центральній частині Тихого океану та на Гаваях. Британська влада утримувала 113 500 з приблизно 750 000 військовополонених у Південній та Південно-Східній Азії до 1947 року; останні військовополонені, захоплені в Бірмі та Малайї, повернулися до Японії в жовтні 1947 року. Британці також використовували озброєних японських військовополонених для підтримки голландських та французьких спроб відновити контроль у Голландській Ост-Індії та Індокитаї відповідно. Щонайменше 81 090 японських військовослужбовців загинули на територіях, окупованих західними союзниками та Китаєм, до того, як їх змогли репатріювати в Японію.
Після війни націоналістичні китайські війська тримали у полоні 1,2 мільйона японських військовослужбовців. Хоча японці побоювалися, що вони будуть піддані репресіям, до них загалом ставилися добре. Це було пов'язано з тим, що націоналісти хотіли захопити якомога більше зброї, гарантувати, що відхід японських військових не створить вакууму безпеки, і відбити у японського персоналу бажання воювати на боці китайських комуністів. Протягом наступних кількох місяців більшість японських в'язнів у Китаї, разом з японськими цивільними поселенцями, було повернуто до Японії. Однак націоналісти утримували понад 50 000 військовополонених, більшість з яких мали технічні навички, до другої половини 1946 року. Десятки тисяч японських полонених, захоплених китайськими комуністами, служили в їхніх збройних силах у серпні 1946 року, а понад 60 000, як вважалося, все ще утримувалися в контрольованих комуністами районах ще у квітні 1949 року. Сотні японських військовополонених загинули, воюючи за Народно-визвольну армію в ході громадянської війни в Китаї. Після війни переможний комуністичний уряд Китаю почав репатріацію японських в'язнів додому, хоча деякі з них були засуджені за воєнні злочини і повинні були відбути тюремні терміни різної тривалості, перш ніж їм було дозволено повернутися. Останній японський в'язень повернувся з Китаю у 1964 році.
Радянський Союз продовжував утримувати сотні тисяч японських військовополонених до початку 1950-х років. Радянська влада протягом наступних кількох десятиліть поступово звільняла деяких військовополонених, але дехто з них не повернулися додому аж до розпаду Радянського Союзу в 1990-х роках, тоді як інші, які оселилися і завели сім'ї в Радянському Союзі, вирішили залишитися.